# Malpeque Bay
Pour la baie, voir Baie de Malpèque.
Malpeque Bay est un village dans les comtés de Queens et de Prince sur l'Île-du-Prince-Édouard, Canada, au nord de Kensington.